# Poranyagok
A poranyagok két formában részei életünknek: mint környezetszennyező apró szemcsés részecskék és mint ipari nyersanyagok, a technológiai folyamat részei.
A környezetünket szennyező por olyan részecskékből áll, amelyek a légkörben lebegnek, fölkapja őket a szél, tovaszállítja, de később leülepednek. A por eredete igen sokféle lehet. A por alkotóelemei a talaj, a vulkánkitörések, a szennyezések, az ipari termelés, az emberi környezet apró szemcsés részecskéi (pl. haj, szőr, rostos anyagok parányi részecskéi). Az ipari por anyagát a technológia által megkívánt komponensek őrlésével állítják elő. Ma már a kozmikus környezetünkben előforduló poranyagok is széles körű kutatás tárgyát képezik.

## A környezetünket szennyező por tulajdonságai
A por részecskéinek egyik legfontosabb tulajdonsága a porszemcsék egymáshoz tapadása. A porrészecskék egymáshoz tapadását koagulációnak nevezik. De a porrészecskék nemcsak egymáshoz, hanem idegen anyagú felületekhez is kötődnek. Ezt a tapadást adhéziónak nevezik. A pornak mindkét tapadási tulajdonsága olyan, hogy eltömíti az ipari berendezéseket. A porszemcsék idegen anyaghoz tapadását a következő tényezők befolyásolják: a nedvességtartalom, a szemcsék higroszkópossága, a szemcsék elektrosztatikus sajátosságai, a porszemcsék alakja, illetve a szemcseméret szerinti eloszlás. A por egy másik tulajdonsága, hogy koptatja a felületeket.

## A környezetünket szennyező por eredete
Eredete alapján több porforrást különböztethetünk meg. Beszélhetünk légkörben lebegő porról, ipari és szállítási eredetű porról, valamint háztartási (városi) porról.

### Légköri por
A légkörben lebegő porszemcsék jelentős része olyan száraz helyekről származik, ahol a szél az apró talajszemcséket fölkaphatja, magával viheti. Ilyen területek a sivatagok, s ilyenek azok is, ahol például földművelést végeznek, vagy nyílt színi bányászatot, építkezést. A szállítási ipar is a jelentős porkeltők közé tartozik. Nem csak a közúti szállítás okoz porkeltést, hanem a városi közlekedés és az ipari termelés számos formája is. Számos esetben a terepi munkahelyek porszennyezése légúti megbetegedéseket okozhat.

### Ipari por
Számos iparág tartozik a nagy porforrások közé. Ilyenek az energiatermelés, a szénfeldolgozás, a fémkohászat, a kémiai iparok, az építőanyag-ipar, az üvegipar, a fafeldolgozó ipar és a textilipar.

### Háztartási por
Jelentős porforrás a háztartás. Itt keveredik a geológiai, ipari és szállítási eredetű por a humán porkeltéssel, a szerves szemcsék alkotta porral. A lakások, középületek, utak takarítása is porkeltéssel jár. A belső terek portalanítása ma már a klímaberendezések része.

## A por mint ipari nyersanyag
Számos környezeti anyag készül porrá őrölt anyagból. Legismertebbek talán a porkerámiák. A poralapanyag lehetővé teszi a por formában kevert összetevők arányának finom változtatását. Egy másik fontos terület a porkohászat, ahol fémek por alakban előállított komponenseit keverik, és így lehetőség van olyan anyagok keverésére is, amelyek normál ötvözeti előállítási folyamatban nem elegyednek.

## A por a világűrben
Apró szemcsés szilárd anyagi részecskék mindenütt megtalálhatók a világegyetemben. Két fontos területről említünk megfigyelhető portartományokat.

### Kozmikus por
A kozmikus térségben található por kristályos és amorf szemcsékből áll. A gázködök néhány százaléknyi port tartalmaznak. A csillagokat körülvevő porködök fontos alkotóelemei lettek a később belőlük is formálódó bolygórendszer anyagának.

### Égitestfelszíni por
A szilárd felszínű égitesteket – amint az űrszondás mérések óta tudjuk – por fedi. Ennek eredete a becsapódó részecskék felszínt őrlő hatására vezethető vissza. Legismertebb a holdi por szerepe. Ennek vastagsága néhány centiméter a felszínen. Elektrosztatikus hatásai és a mindenre való rátapadása miatt a bolygófelszíni kutatások szempontjából kiemelt figyelmet fordítanak az égitestfelszíni por vizsgálatára. A holdi por kutatására indul a NASA LADEE űrszondája. A közelmúltban érkezett meg a Földre az első kisbolygóról származó porminta: a Hayabusa japán űrszonda hozta el a 25143 Itokawa kisbolygó felszínéről a mintegy 1500 szemcséből álló poranyaggyűjteményt. Korábban a Stardust űrszonda a Wild-2 üstökös környezetében vett pormintát, és azt az űrszonda leszálló kapszulája vissza is hozta a Földre.